# Burg Breitenbach
Die Burg Breitenbach ist die erhaltene Wallanlage einer Reichsburg im Ortsteil Breitenbach der Gemeinde Wetterzeube im Burgenlandkreis in Sachsen-Anhalt.
Neben dieser Wallanlage liegen die Reste des jüngeren Wohnturmes „Kempe“.

## Reichsburg Breitenbach (Hochmittelalterliche Burganlage)
Die Burg entstand südwestlich von Zeitz aus einem Königshof, der laut einer gefälschten Urkunde im Besitz des Königs Konrad III. war. Letzterer ließ angeblich diesen regalem curiam Breitenbuch und den angrenzenden Wald am 26. Juli 1138 an den Bischof von Naumburg verkaufen.

### Nachnutzung als Ministerialenburg
Später wurde wohl in die ältere Anlage (aus dem 10.–11. Jh.) von der Familie Breitenbuch eine Burg hineingebaut, die seit Mitte des 12. Jahrhunderts bis Ende des 13. Jahrhunderts deren Stammsitz war.
Die Burg, die im Eigentum des Naumburger Hochstiftes war, wechselte mehrmals zwischen dem Bischof und den Markgrafen von Meißen. 1306 übertrug der Markgraf Dietrich die Burg Breitenbach an Graf Simon von Stolberg und um 1310 hatte es Albert Knut wohl nur kurz als Lehen. Vermutlich wurde die Burg in den kriegerischen Auseinandersetzungen von 1315 durch zwei Brände zerstört. 1317 verkauft Graf Heinrich zu Stolberg die Burg an den Naumburger Bischof.

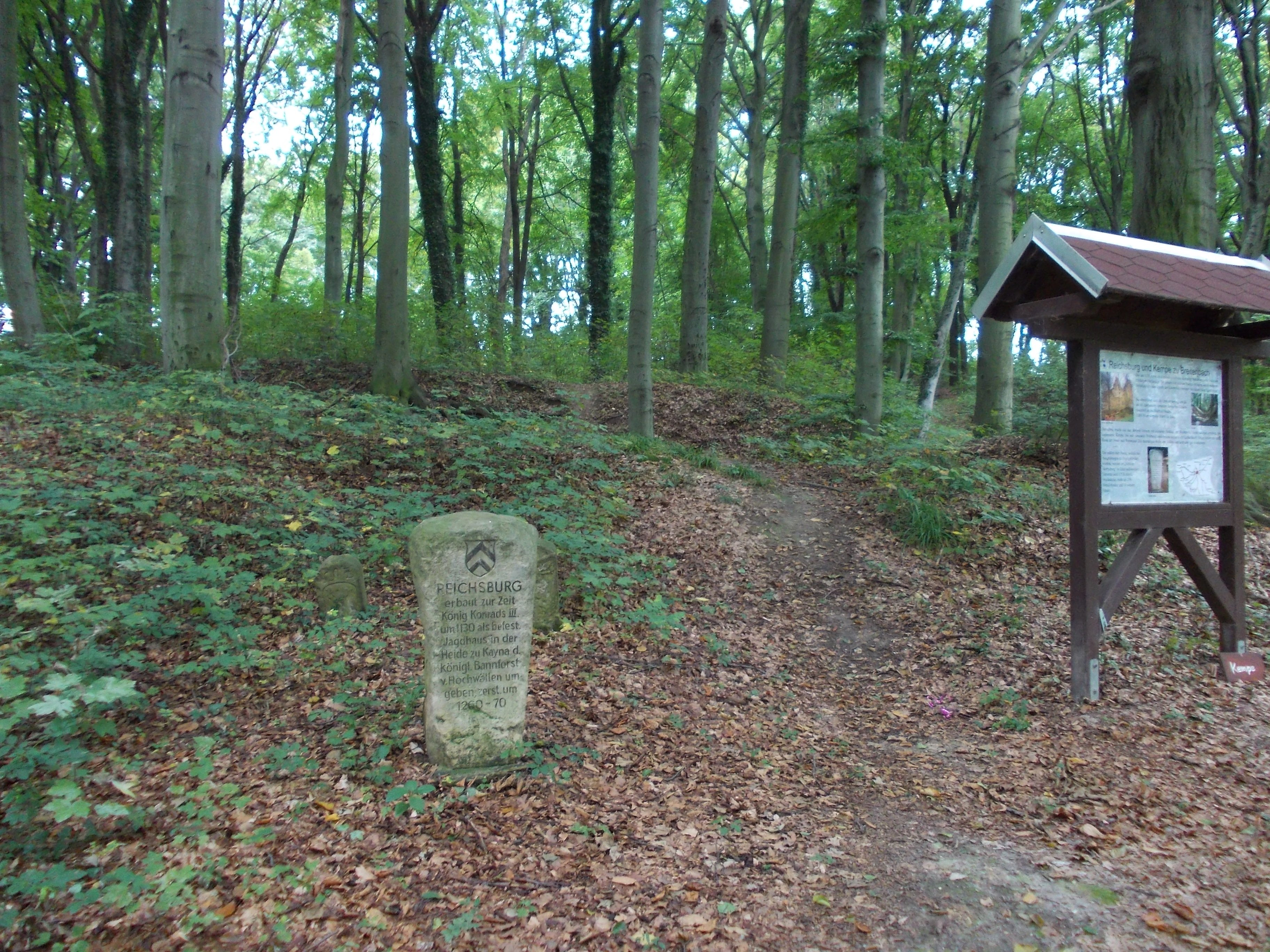
Infotafel und Gedenkstein an der Reichsburg-Wallanlage (2013)

## Wohnturm Kempe/Kämpfe in Breitenbach (Gotische Burganlage)
Die direkt neben der Wallanlage der Reichsburg liegende Kempe (Kemenate/Wohnturm) wurde aus deren Trümmern Mitte des 14. Jahrhunderts errichtet.
Der heute üblicherweise als „Kempe“ betitelte gotische Wohnturmrest wird auf einer (möglicherweise noch älteren) Karte in der Literatur von Brinkmann (19. Jh.) noch als „Kämpfe“ betitelt, während das Kapitel schon „Kempe“ titelt.
Der Wohnturm „Kempe“ ist in Resten erhalten und wegen Einsturzgefahr umzäunt, also unzugängig (Stand 2025).

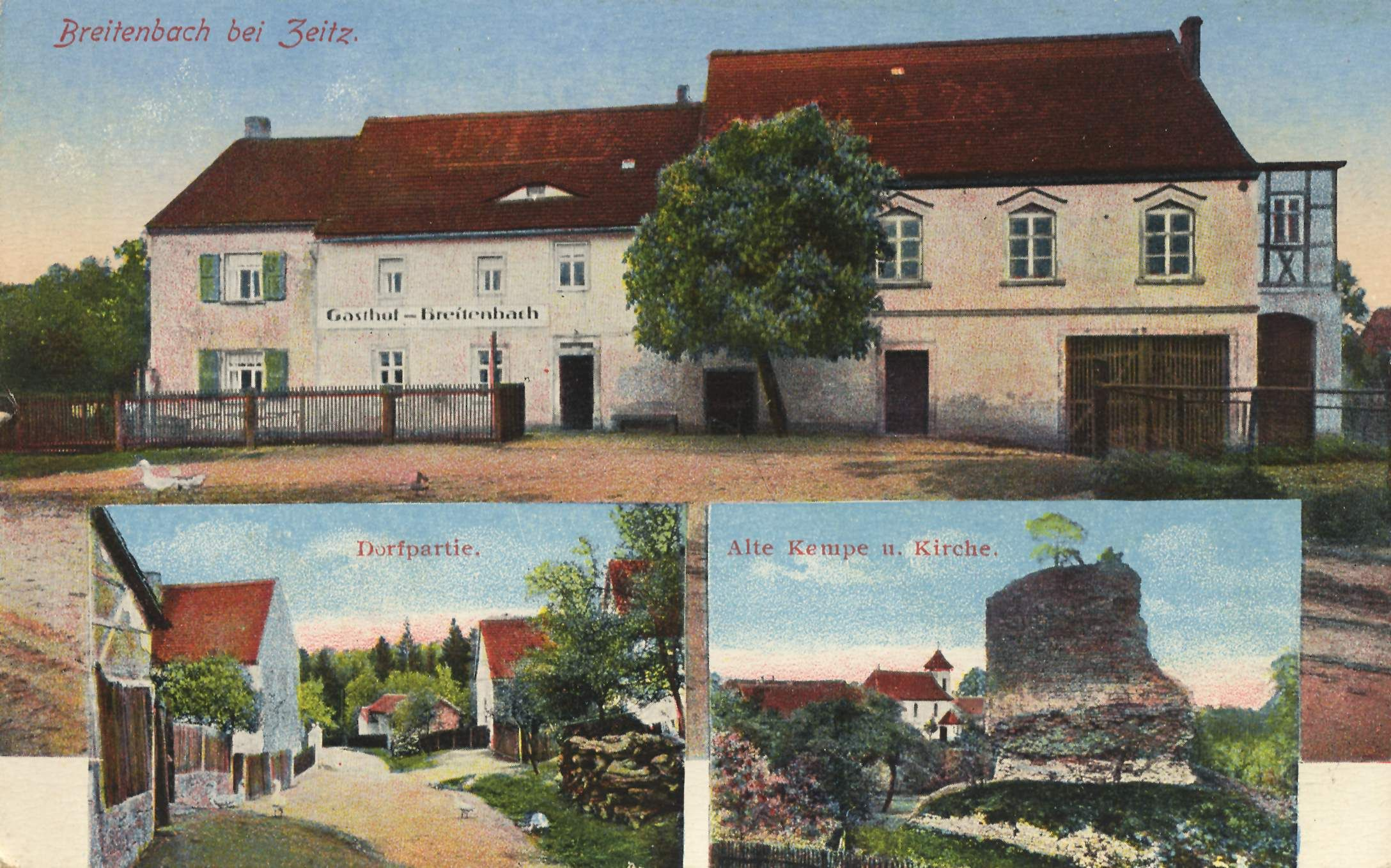
Postkarte mit der Kempe (um 1900)
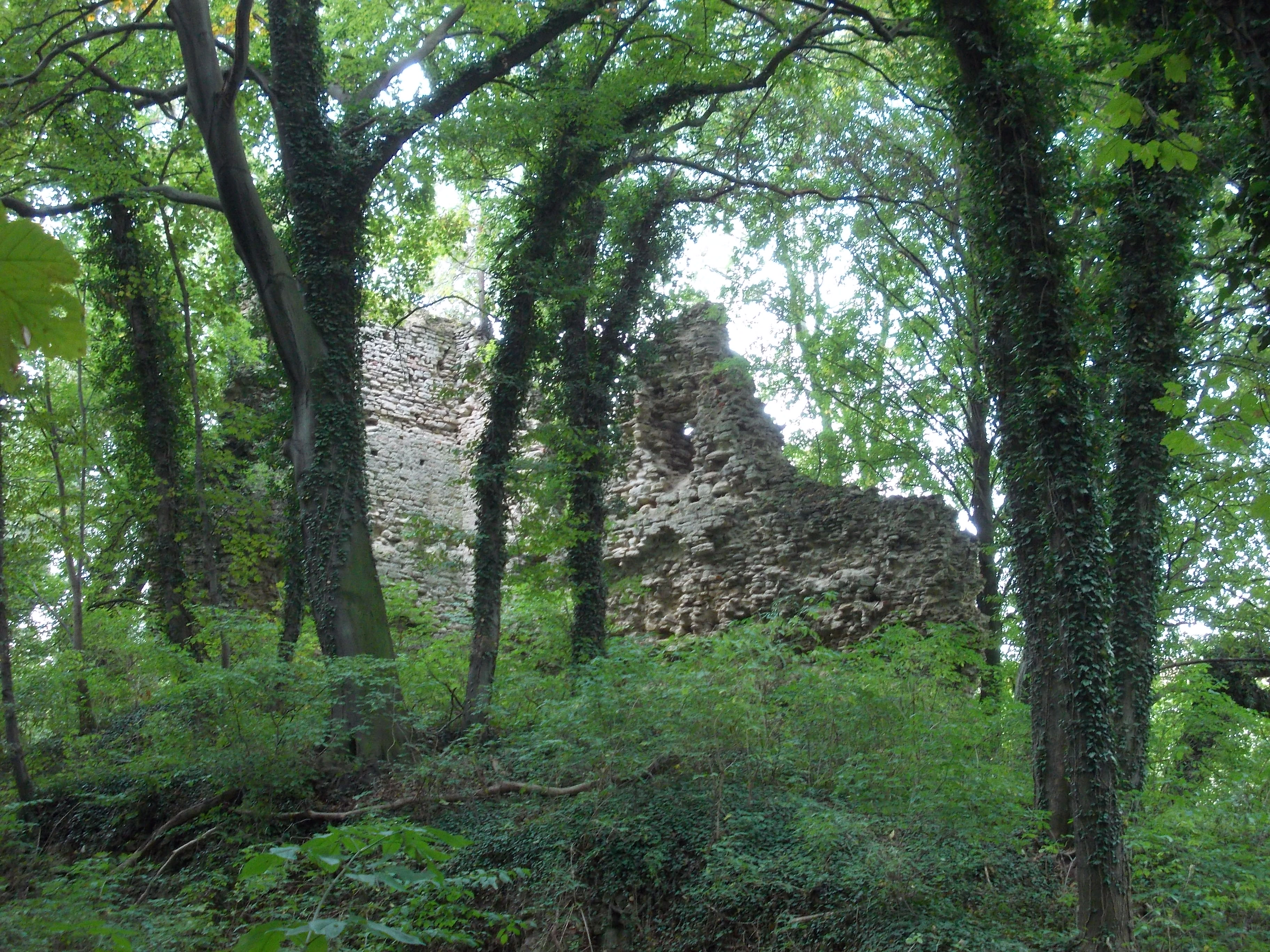
Ruine der Kempe (Name wohl abgeleitet vom Begriff Kemenate) aus dem 14. Jh.
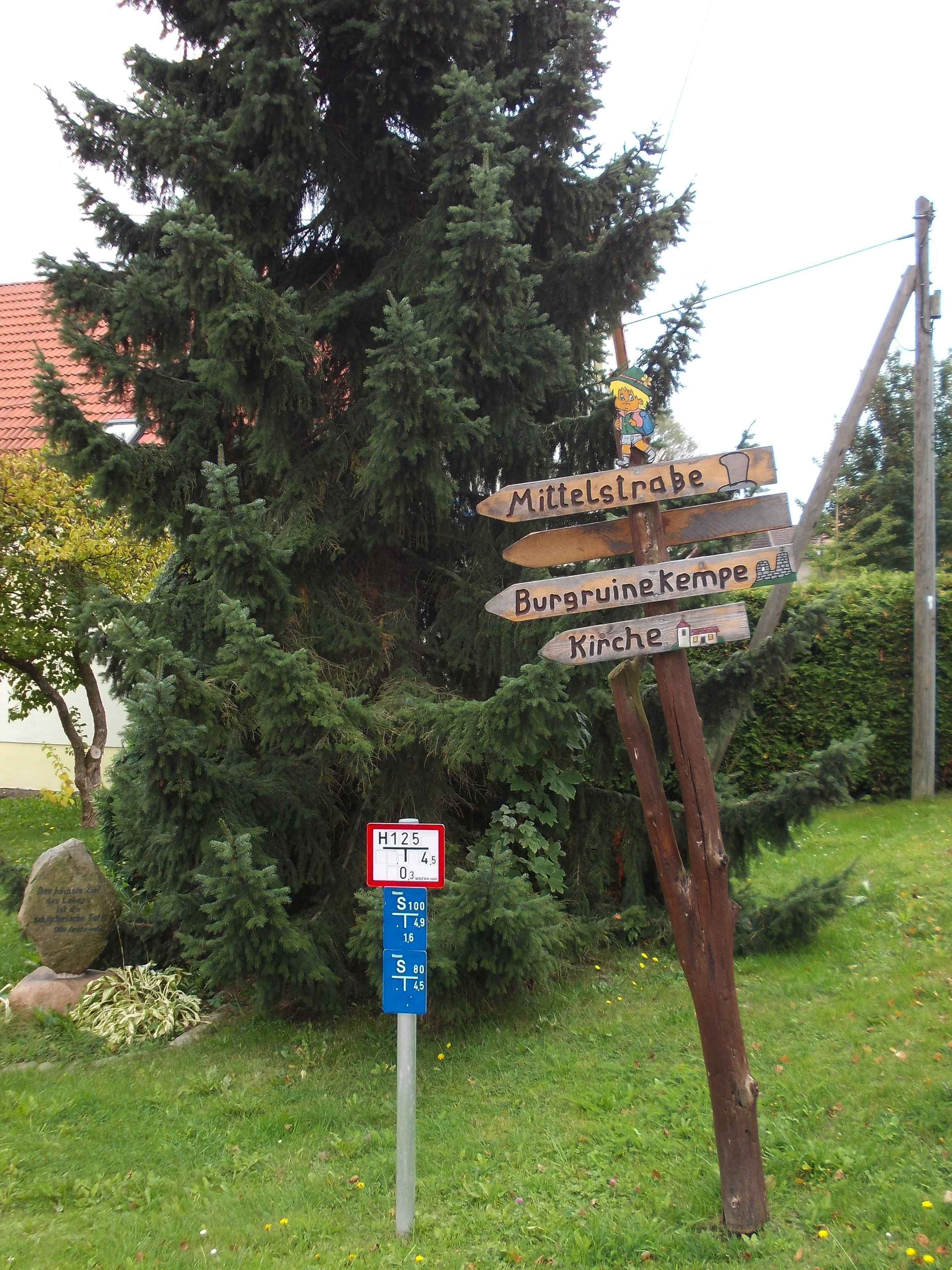

## Thingplatz Breitenbach
Ein Schild am Hang unterhalb der Wallanlage der Reichsburg weist darauf hin, dass die Nationalsozialisten hier einen Thingplatz errichtet hatten. Davon sind aktuell keine Reste sichtbar (Stand 2025).